# Verdum oriental

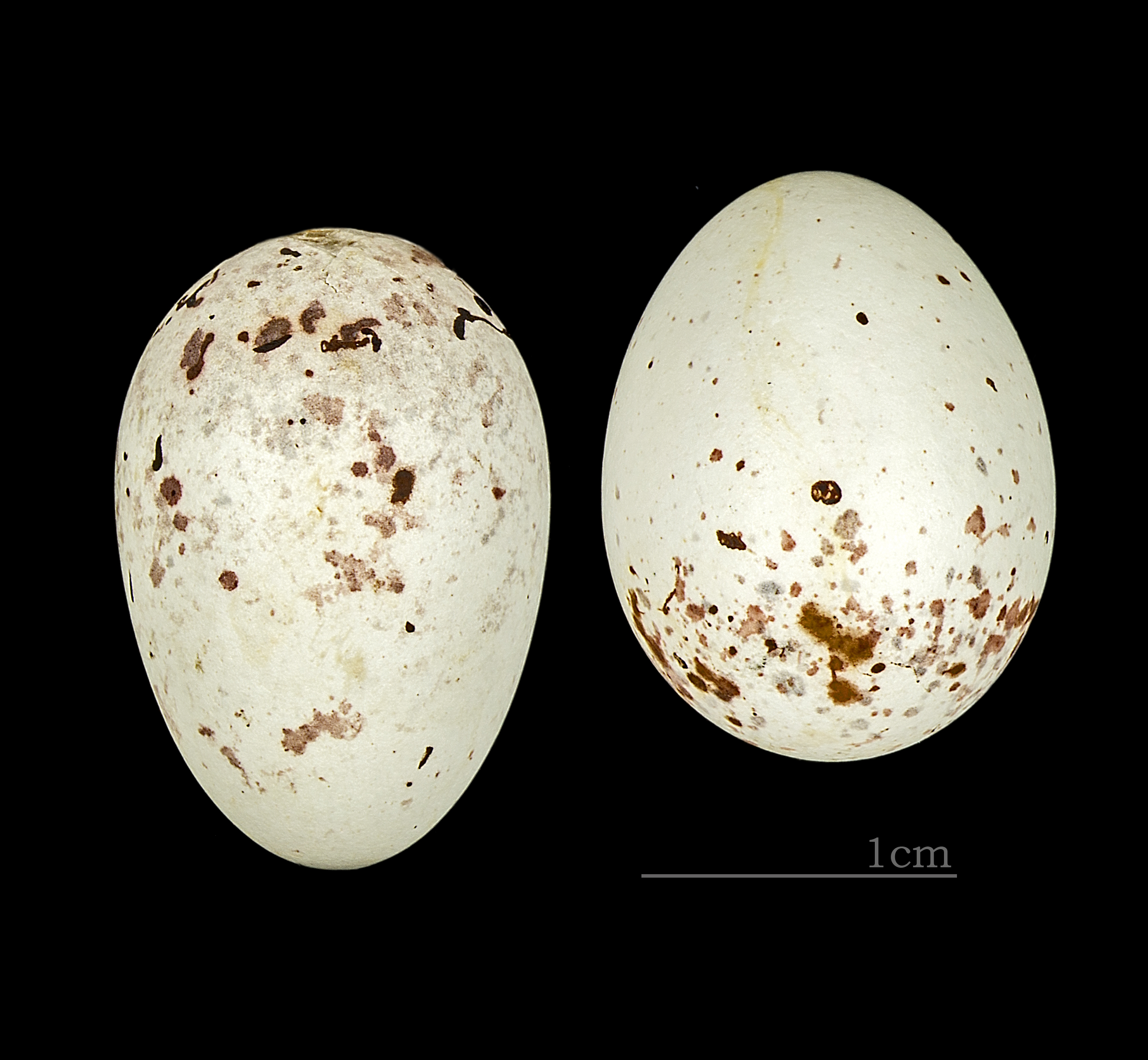
Chloris sinica

El verdum oriental (Chloris sinica) és una espècie d'ocell de la família dels fringíl·lids (Fringillidae) semblant al verdum d'Europa. Habita boscos, terres de conreu i coníferes de Kamtxatka, Sibèria oriental, illes Kurils, est de Mongòlia, centre i est de la Xina, Sakhalín, Japó, illes Ryukyu, Bonin i Volcano.